# Сугилит
Сугилитът е сравнително рядък, розов до виолетов, силикатен минерал с химична формула KNa2(Fe,Mn,Al). Oбразува призматични кристали с хексагонална симетрия. Има твърдост по Мос от 5.5 до 6.5 и относителна плътност от 2.75 до 2.80.
За пръв път е описан през 1944 г. от японския петролог Кен-ичи Суги (1901 – 1948), в чиято чест е кръстен сугилит.
Намерен е на островчето Иуаги, Япония в сиенитни интрузивни скали. Подобни кристали са намерени и около Квебек, Канада; северната Капска провинция в ЮАР; в Лигурия и Тоскана, Италия; в Нов Южен Уелс, Австралия; в Мадхя Прадеш, Индия. Днес ювелирен сугилит се доставя основно от ЮАР като обработен камък.